# Величани (Требиње)
Величани су насељено мјесто у граду Требиње, Република Српска, БиХ. Према попису становништва из 1991. у насељу је живјело 118 становника.

## Географија
Величани се налазе у Поповом пољу. Од 365 дана у години у Величанима, у просјеку само 50 нису сунчани.

## Култура
У насељу се налази храм Српске православне цркве посвећен Светом Архангелу Михајлу. Активно је и Удружење грађана „Ржани до — Величани“.

## Историја
У Другом свјетском рату, 23. јуна 1941. године, усташе су у Величанима ухапсиле 42 Србина, одрасла мушкарца из тог села. У селу Дубљани ухапсили су 18 Срба, а затим су кренули да опколе Попово поље у којем су српски сељаци обрађивали земљу. Тада је поље било поплављено и једино је горњи дио поља био исушен, и тај су дио сељаци обрађивали. Усташе су их опколиле са три стране док је са четврте била вода. У том тренутску у пољу се налазило неколико стотина сељака. Пошто су схватили опасност, дио сељака се покушао пливањем спасити, а они који нису знали пливати нагонили су крупне животиње у воду држећи се за њихове репове очајнички покушавајући да се домогну друге обале. Дио их се подавио, а велики број су усташе ухапсиле и спровеле до основне школе у селу Дубљане (око 200 Срба). Ту су брутално мучени, па одведени до јаме зване Ржани до и ту су поубијани, а неки и живи побацани у јаму. Спасила су се само двојица страдалника, Јово Ковач из Величана и Анђелко Поповић из Дријења. Они су били једни свједоци ових страдања.

## Спомен костурница
У Величанима се налази спомен-костурница 200 Срба које су усташе побиле и бациле у јаму Јагодњачу у јуну 1941. године. Остаци жртава усташког покоља су пренесени у заједничку спомен-костурницу у Величанима 1991. године.

## Привреда
У Величанима се највише узгаја смоква и винова лоза, од које се прави вино и лозовача. Производи се и љековита траварица на бази лозоваче, позната као Бабина ракија. Клесани камен се продаје у Дубровнику.

## Становништво
Насеље је средином 19. вијека припадало Љубинском срезу и имало преко 500 становника. Око 50 становника је крајем 19. вијека отишло на рад у Америку. У вријеме Краљевине Југославије, тридесетих година 20. вијека, пет породица Солунских добровољаца се одселило на Косово, а 4 у насеље Војвода Степа у Банату. У Равни Тополовац код Зрењанина, Гајдобру и друга мјеста је 1945. колонизовано 25 породица. Око 50 породица се одселило у Требиње. Према подацима из јануара 2012, у насељу живи 50 становника у 26 домаћинстава.
| Националност       | 2013. | 1991. | 1981. | 1971. | 1961. |
| Срби               | 38    | 118   | 162   | 251   |       |
| Југословени        |       |       | 10    |       |       |
| Хрвати             | 1     |       |       | 1     |       |
| Црногорци          |       |       |       | 1     |       |
| остали и непознато | 1     |       |       | 3     |       |
| Укупно             | 40    | 118   | 172   | 256   | '     |

| Демографија | Демографија | Демографија |
| Година      | Становника  | Становника  |
| ----------- | ----------- | ----------- |
| 1948.       | 353         |             |
| 1953.       | 326         |             |
| 1961.       | 349         |             |
| 1971.       | 256         |             |
| 1981.       | 172         |             |
| 1991.       | 118         |             |
| 2013.       | 40          |             |

### Презимена
У Величанима су у прошлости живјеле породице Мунић, Круљ, Семиз, Мишковић, Шешељ и друге. Све породице славе Васиљевдан.
- Дерикучка, Срби, славе Васиљевдан[1]
- Ћук, Срби, славе Васиљевдан[1]
- Оро (Орли), Срби, славе Васиљевдан[1]
- Славић, Срби, славе Васиљевдан[1]
- Маврић, Срби, славе Васиљевдан[1]
- Милић, Срби, славе Лучиндан[1]
- Лакићи,Срби, славе Јовандан,
- Шарићи, Срби, славе Васиљевдан

## Галерија слика
- Црква Светог Арханђела са некрополом стећака, Величани (Попово поље) 2021
- Црква Светог Арханђела са некрополом стећака, Величани (Попово поље) 2021
- Црква Светог Арханђела са некрополом стећака, Величани (Попово поље) 2021
- Црква Светог Арханђела са некрополом стећака, Величани (Попово поље) 2021